# Katolička Crkva u Uzbekistanu

Katolička crkva u Uzbekistanu dio je svjetske Katoličke Crkve, pod duhovnim vodstvom pape i Rimske kurije.
Godine 2020. u zemlji od 27 milijuna stanovnika živjelo je otprilike 4000 katolika; što je pad od 20% u odnosu na 2008. Upravno pripadaju jedinstvenoj Apostolskoj administraturi Uzbekistana (misijska predbiskupijska jurisdikcija). Glavna crkvena zgrada je Katedrala Svetog Srca u Taškentu.

## Djelatnosti
Vjerski redovi poput franjevaca i misionara ljubavi Majke Tereze prisutni su u zemlji i sudjeluju u aktivnostima poput skrbi za siromašne, zatvorenike i bolesne.
Pokušava se uspostava katoličke dobrotvorne skupine Caritas, no bez uspjeha. Svi misionarski i drugi pokušaji obraćenja ljudi iz drugih religija na katoličanstvo zabranjeni su uzbekistanskim zakonom.
Prema podatcima iz 2020., devetorica svećenika i dvanaest časnih sestara opslužuje pet župa. Planirano je otvaranje još dviju župa.